# Привалов Олександр Фадійович
Олександр Фадійович Привалов (13 квітня 1906, село Майдан, тепер Юринського району, Марій Ел, Російська Федерація — 1 червня 1961, місто Хмельницький) — радянський партійний діяч, секретар Кам'янець-Подільського обласного комітету КП(б)У, 1-й секретар Проскурівського (Хмельницького) міського комітету КПУ.

## Біографія
Народився в робітничій родині. У 1923 році вступив до комсомолу.
Член ВКП(б) з 1928 року.
З жовтня 1928 по 1934 рік служив на військово-морському флоті СРСР.
Після демобілізації перебував на відповідальній партійній роботі в Донбасі.
У 1938—1939 роках — 1-й секретар Старокостянтинівського районного комітету КП(б)У Кам'янець-Подільської області.
У грудні 1939—1941 роках — 2-й секретар Кам'янець-Подільського міського комітету КП(б)У.
У 1941 році — завідувач організаційно-інструкторського відділу Кам'янець-Подільського обласного комітету КП(б)У.
Під час німецько-радянської війни перебував на політичній роботі в органах Народного комісаріату внутрішніх справ Української РСР.
У 1944 (затверджений в травні 1945)—1946 роках — 2-й секретар Проскурівського міського комітету КП(б)У.
У 1946 (затверджений в жовтні)— листопаді 1948 року — завідувач організаційно-інструкторського відділу Кам'янець-Подільського обласного комітету КП(б)У. У грудні 1948— березні 1949 року — завідувач відділу партійних, профспілкових та комсомольських органів Кам'янець-Подільського обласного комітету КП(б)У.
У березні (затв.) 1949 — вересні 1952 року — секретар Кам'янець-Подільського обласного комітету КП(б)У.
З вересня 1952 по грудень 1957 року — 1-й секретар Проскурівського (Хмельницького) міського комітету КПУ Кам'янець-Подільської (Хмельницької) області.
У 1957 — 1 червня 1961 року — голова Хмельницької обласної ради професійних спілок.
Помер 1 червня 1961 року після важкої хвороби.

## Звання
- підполковник

## Нагороди
- орден Трудового Червоного Прапора (23.01.1948)
- дві медалі